# Département fédéral de l'économie, de la formation et de la recherche
En Suisse, le Département fédéral de l'économie, de la formation et de la recherche (DEFR ; en allemand : Eidgenössisches Departement für Wirtschaft, Bildung und Forschung, WBF ; en italien : Dipartimento federale dell'economia, della formazione e della ricerca, DEFR ; en romanche : Departament federal d’economia) est l'un des sept départements de l'administration fédérale.
Le conseiller fédéral Guy Parmelin en est le chef depuis le 1er janvier 2019.

## Changements de dénomination
- 1848 : Département du commerce et des péages
- 1873 : Département des chemins de fer et du commerce
- 1879 : Département du commerce et de l'agriculture
- 1888 : Département de l'industrie et de l'agriculture
- 1896 : Département du commerce, de l'industrie et de l'agriculture
- 1915 : Département de l'économie publique (DEP)[1]
- 1979 : Département fédéral de l'économie publique (DFEP)[2]
- 1998 : Département fédéral de l'économie
- 2013 : Département fédéral de l'économie, de la formation et de la recherche[3]

## Rôle et composition
Le rôle du département, déterminé par une ordonnance, est notamment :
- de promouvoir une économie concurrentielle, assurer la stabilité et le bon fonctionnement du marché du travail et jouer un rôle actif dans une économie mondiale axée sur l’économie de marché
- de promouvoir un espace de formation, de recherche et d’innovation évolutif, performant et compétitif
- de promouvoir un secteur agricole concurrentiel qui respecte le principe du développement durable.

Les offices suivants y sont rattachés : 
- Secrétariat d'État à l'économie (SECO)
- Secrétariat d’État à la formation, à la recherche et à l’innovation (SEFRI)
- Office fédéral de l'agriculture (OFAG) (auquel est rattaché le centre de recherche Agroscope)
- Office fédéral pour l'approvisionnement économique du pays (OFAE)
- Office fédéral du logement (de) (OFL)
- Office fédéral du service civil (CIVI)

Le département comprend aussi des unités administratives, parmi lesquelles :
- Bureau fédéral de la consommation
- Surveillance des prix (gérée par « Monsieur Prix »)
- Commission de la concurrence (ComCo)
- Innosuisse (de)

## Liste des conseillers fédéraux à la tête du département
- 1848-1853 : Friedrich Frey-Herosé
- 1854 : Wilhelm Matthias Naeff
- 1855 : Martin J. Munzinger
- 1855-1856 : Constant Fornerod
- 1857 : Melchior Josef Martin Knüsel
- 1858 : Constant Fornerod
- 1859-1860 : Melchior Josef Martin Knüsel
- 1861-1866 : Friedrich Frey-Herosé
- 1867-1873 : Wilhelm Matthias Naeff
- 1873-1874 : Johann Jakob Scherer
- 1875-1877 : Karl Schenk
- 1878 : Joachim Heer
- 1879-1880 : Numa Droz
- 1881 : Louis Ruchonnet
- 1882-1886 : Numa Droz
- 1887-1896 : Adolf Deucher
- 1897 : Adrien Lachenal
- 1898-1902 : Adolf Deucher
- 1903 : Ludwig Forrer
- 1904-1908 : Adolf Deucher
- 1909 : Josef Anton Schobinger
- 1910-1912 : Adolf Deucher
- 1912-1934 : Edmund Schulthess
- 1934-1940 : Hermann Obrecht
- 1940-1947 : Walther Stampfli
- 1948-1954 : Rodolphe Rubattel
- 1955-1959 : Thomas Holenstein
- 1960-1961 : Friedrich Traugott Wahlen
- 1961-1969 : Hans Schaffner
- 1970-1978 : Ernst Brugger
- 1978-1982 : Fritz Honegger
- 1983-1986 : Kurt Furgler
- 1987-1998 : Jean-Pascal Delamuraz
- 1998-2002 : Pascal Couchepin
- 2003-2006 : Joseph Deiss
- 2006-2010 : Doris Leuthard
- 2010-2018 : Johann Schneider-Ammann
- Depuis 2019 : Guy Parmelin

## Secrétariat général
Le secrétariat général du département (SG-DEFR) fait office d'état-major général. Il assiste le chef du département dans la planification, l'organisation et la coordination des activités, assume des tâches de surveillance et veille à la coordination avec les autres départements. Il assure également la liaison entre le conseiller fédéral et les différents offices rattachés au département.